# Mark Shuttleworth
Mark Richard Shuttleworth (Welkom, 18 settembre 1973) è un imprenditore sudafricano con cittadinanza britannica.

## Biografia
Frequentò la scuola Diocesan College ed in seguito ottenne una laurea di Finance and Information Systems presso la University of Cape Town. Nel corso dell'ultimo anno di università, Shuttleworth fondò Thawte (1995), che si specializzò in certificati digitali e Internet privacy. Negli anni dell'esplosione di Internet, Thawte diventò la Certificate authority più importante al di fuori degli Stati Uniti.
Nel dicembre 1999, Shuttleworth vendette Thawte all'azienda americana VeriSign, guadagnando circa 575 milioni di dollari. Nei primi anni novanta Shuttleworth partecipò al progetto Debian, un sistema operativo Open Source, che egli stesso considera, insieme a molti altri software Open Source, una delle chiavi del successo di Thawte e conseguentemente della sua fortuna personale.
Successivamente ha fondato nel 2004 la Canonical Ltd, una delle principali società operanti nel mondo dell'open source e produttrice tra l'altro della distribuzione GNU/Linux Ubuntu.

## Attività rilevanti

### Il contributo allo sviluppo di Linux
Nel 2001 costituì la Shuttleworth Foundation, un'organizzazione non-profit che si è dedicata alle innovazioni sociali, ma fondò anche progetti per l'educazione e l'Open Source in Sudafrica, come la "The Freedom Toaster".
Nel 2004 tornò nel mondo di Linux, fondando e sviluppando Ubuntu, una distribuzione di Linux user-friendly (basata su Debian), attraverso Canonical Ltd.
Nel 2005 fondò la "Ubuntu Foundation" con un investimento iniziale di 10 milioni di dollari USA. Nel settembre 2005 acquistò il 65% delle azioni di ImpiLinux.

### Il viaggio nello spazio

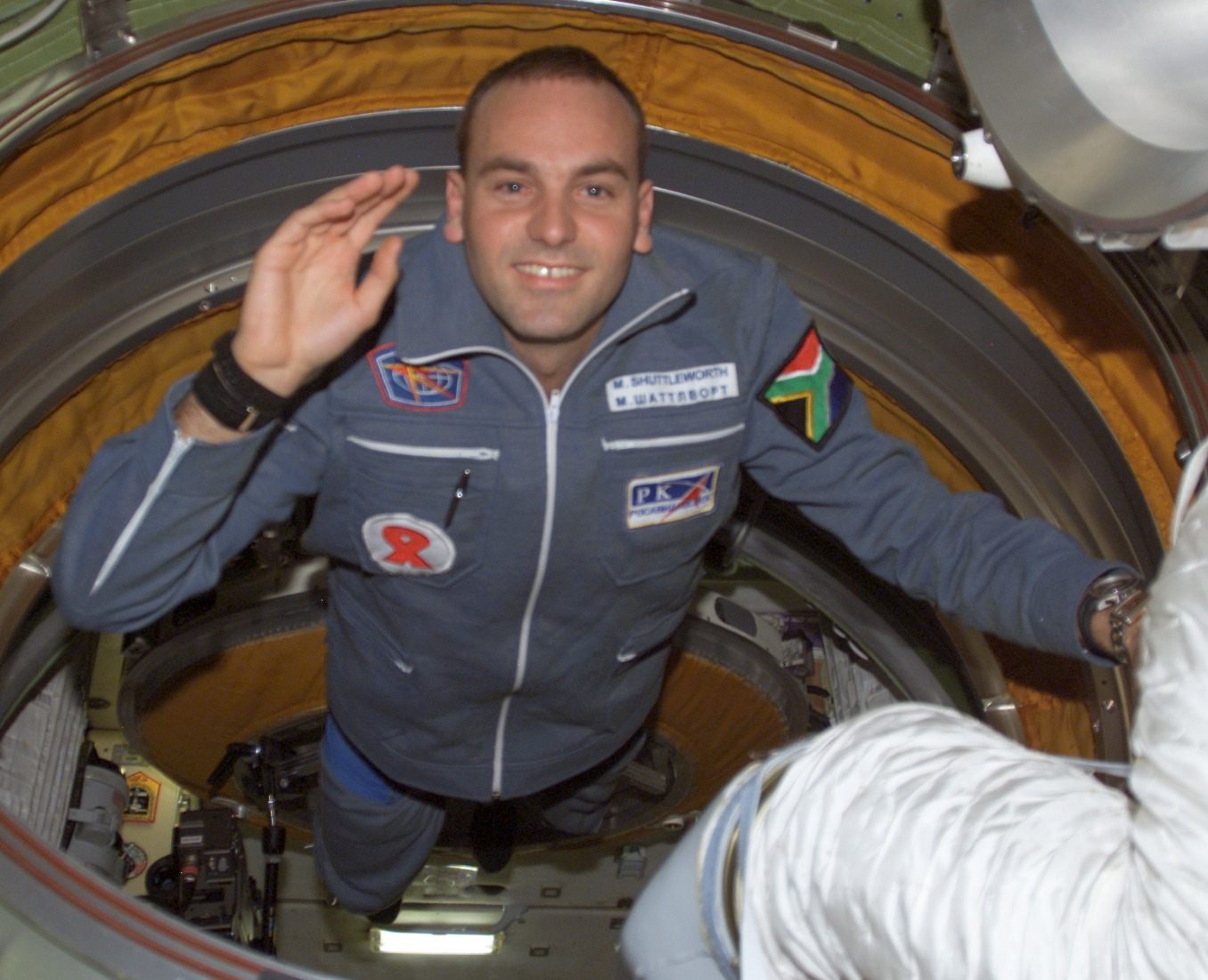
Mark Shuttleworth nello spazio

Il 25 aprile 2002 Shuttleworth partecipò come turista spaziale alla missione russa Soyuz TM-34, pagando approssimativamente 20 milioni di dollari (USA). Per partecipare alla missione, Shuttleworth trascorse un anno in addestramento e preparazione, inclusi 7 mesi a Città delle Stelle in Russia.
Shuttleworth è stato il primo astronauta sudafricano. In virtù della nazionalità al momento del lancio è considerato il primo cittadino africano ad essere stato nello spazio, sebbene sia stato preceduto da Patrick Baudry, astronauta nato in Camerun, quando questo era ancora una colonia francese, ma cittadino francese al momento del lancio. Shuttleworth vive oggi a Londra e, in quanto anglo-sudafricano, possiede la doppia cittadinanza, sudafricana e britannica.
Due giorni dopo, arrivò, insieme al resto dell'equipaggio, alla Stazione spaziale internazionale, dove partecipò, per 8 giorni, a esperimenti relativi all'AIDS. Il 5 maggio ritornò sulla Terra.